# HD 161840
HD 161840 är en ensam stjärna belägen i den mellersta delen av stjärnbilden Skorpionen. Den har en skenbar magnitud av ca 4,79 och är svagt synlig för blotta ögat där ljusföroreningar ej förekommer. Baserat på parallax enligt Gaia Data Release 2 på ca 6,6 mas, beräknas den befinna sig på ett avstånd på ca 500 ljusår (ca 152 parsek) från solen. Den rör sig närmare solen med en heliocentrisk radialhastighet på ca -13 km/s.

## Egenskaper
HD 161840 är en blå till vit stjärna med osäker spektralklassificering. Houk (1979) listar spektralklass B8 Ib/II, vilket motsvarar en blandning av ljusstark jätte/ mindre superjätte av spektraltyp B. Flera rapporter anger dock fortfarande den äldre klassificering B8 V, vilket anger att den är en stjärna i huvudserien av spektraltyp B. Garrison och Gray (1994) tilldelade den spektralklass B8 III-IV, som skulle placera den som underjätte/jättestjärna. Den har en massa som är ca 3,9 solmassor, en radie som är ca 3,2 solradier och har ca 565 gånger solens utstrålning av energi från dess fotosfär vid en effektiv temperatur av ca 11 000 K.